# Hemithyrsocera curvinervis
Hemithyrsocera curvinervis es una especie de cucaracha del género Hemithyrsocera, familia Ectobiidae.

## Distribución
Esta especie se encuentra en Birmania e Indonesia.